# Ербел
Ербел (фр. Herbelles) насеље је и општина у североисточној Француској у региону Север-Па д Кале, у департману Па де Кале која припада префектури Сент Омер.
По подацима из 2011. године у општини је живело 503 становника, а густина насељености је износила 110,55 становника/km². Општина се простире на површини од 4,55 km². Налази се на средњој надморској висини од 100 метара (максималној 110 m, а минималној 55 m).

## Демографија
| 1962. | 1968. | 1975. | 1982. | 1990. | 1999. | 2011. |
| ----- | ----- | ----- | ----- | ----- | ----- | ----- |
| 261   | 277   | 257   | 288   | 335   | 458   | 503   |

График промене броја становника у току последњих година